# ぷす
ぷす（1994年5月23日 - ）は、日本のボカロP、歌手、ソングライターである。男女3人組の音楽ユニット『ツユ』のメンバーとして活動していた。

## 来歴
- 2012年
  - 1月29日 - VOCALOID楽曲「イアイア☆イヤークラッシャー」を「じっぷす」名義でニコニコ動画に投稿し、活動開始。その後、じっぷす名義の楽曲「ヘイセイカタクリズム」がニコニコ動画でVOCALOID殿堂入り（10万回再生）を果たしたことにより、その後のじっぷす名義のVOCALOID楽曲の総称が「ヘイセイプロジェクト」と呼ばれるようになった。
- 2014年
  - 10月10日 - メジャーデビューが決まったことを発表し、ヘイセイプロジェクトの小説化、月刊コミックZERO-SUMにて漫画化の同時スタートされることも発表した。
  - 12月17日 - アルバム「ヘイセイプロジェクト -ホワイトノイズ-」をリリース[4]。
- 2015年
  - 6月17日 - アルバム「ZIPS」をリリース[5]。
  - 12月10日 - 自身の名義を「じっぷす」から「ぷす」に変更。
- 2016年
  - 12月31日 - みやかわくんとの音楽ユニット「みやっぷす」を結成し、同日に自主制作盤「青春エンドレス」を発表した[6]。
- 2017年
  - 4月2日 - 音楽ユニット「みやっぷす」で、ワンマンライブ「みやっぷすのコミュ障！脱却！大作戦！」を東京都の下北沢GARDENにて開催した[6]。
- 2019年
  - 4月30日 - 元号が平成から令和になるということで「ヘイセイプロジェクト」最後の作品となる「ヘイセイサヨナラバイバイ」のミュージック・ビデオをYouTubeに公開。
  - 5月23日 - 自身の誕生日に歌い手としての活動を引退[3]。
  - 6月12日 - 音楽ユニット「ツユ」を結成し、同日に楽曲「やっぱり雨は降るんだね」のミュージック・ビデオをYouTubeに公開。
- 2024年
  - 5月31日 - 東京都中野区の自宅マンションで、交際相手の10代の女性の胸を包丁で刺したとして、殺人未遂の疑いで警視庁に緊急逮捕された[7]。
  - 8月30日 - 鑑定入院の結果、犯行時に心神喪失の状態であったことが認定され、東京地検の判断により、不起訴処分となって釈放された[8]。

## 人物
音楽ユニット「ツユ」ではリーダーとしてギターを担当し、一部を除く全ての楽曲の作詞作曲を行っていた。
歌い手としての活動を行っていた頃は、みやかわくんとのユニット「みやっぷす」としての活動も行っていたが、現在は活動休止となっている。
ボカロPとしての活動を行っていた頃に手掛けていた「ヘイセイプロジェクト」楽曲はメディアミックス展開され、2014年にマンガ・小説化された。

## ディスコグラフィ

### 楽曲提供
| 発売日         | タイトル                              | アーティスト                |
| -------------- | ------------------------------------- | --------------------------- |
| 2018年8月10日  | Pink                                  | うらたぬき                  |
| 2019年10月19日 | プリペアード                          | まひる                      |
| 2020年2月2日   | ENVY                                  | ゆきむら。                  |
| 2020年9月30日  | 透明色                                | 三月のパンタシア            |
| 2020年11月11日 | Very                                  | すとぷり                    |
| 2020年12月27日 | アルバノクスワールド                  | AlbaNox                     |
| 2021年8月1日   | チョコチョコ☆ラビッツレボリューション | ちょこらび                  |
| 2021年2月24日  | ルーザーガール                        | 真っ白なキャンバス          |
| 2021年3月17日  | シャーベット                          | P丸様。                     |
| 2021年2月24日  | かくれんぼっち                        | 牧島輝                      |
| 2021年12月17日 | 透明シンガー                          | 早見沙織                    |
| 2022年10月10日 | どんな結末がお望みだい？              | ワンダーランズ×ショウタイム |
| 2024年8月1日   | チョコチョコラビッツ☆スターワールド   | ちょこらび                  |